# Thierry Peloso
Thierry Peloso, né le 26 juillet 1960 à Dreux (Eure-et-Loir), est un coureur cycliste français, professionnel en 1985.

## Biographie
En 1982, il termine dixième de la Milk Race sous les couleurs de l'équipe de France amateurs.

## Palmarès

### Par année
- 1981
  - 3e du championnat de France militaires sur route
- 1982
  - Champion d'Île-de-France sur route
  - Paris-Fécamp
  - Paris-Briare
  - 4e et 9e étapes de la Milk Race
  - 2e étape de Paris-Vierzon (contre-la-montre)
- 1984
  - 3e étape de la Route de France
  - 3e du Tour de l'Essonne

### Résultats sur les grands tours

#### Tour d'Espagne
1 participation
- 1985 : abandon (10e étape)